# セオドア・フリーリングハイゼン

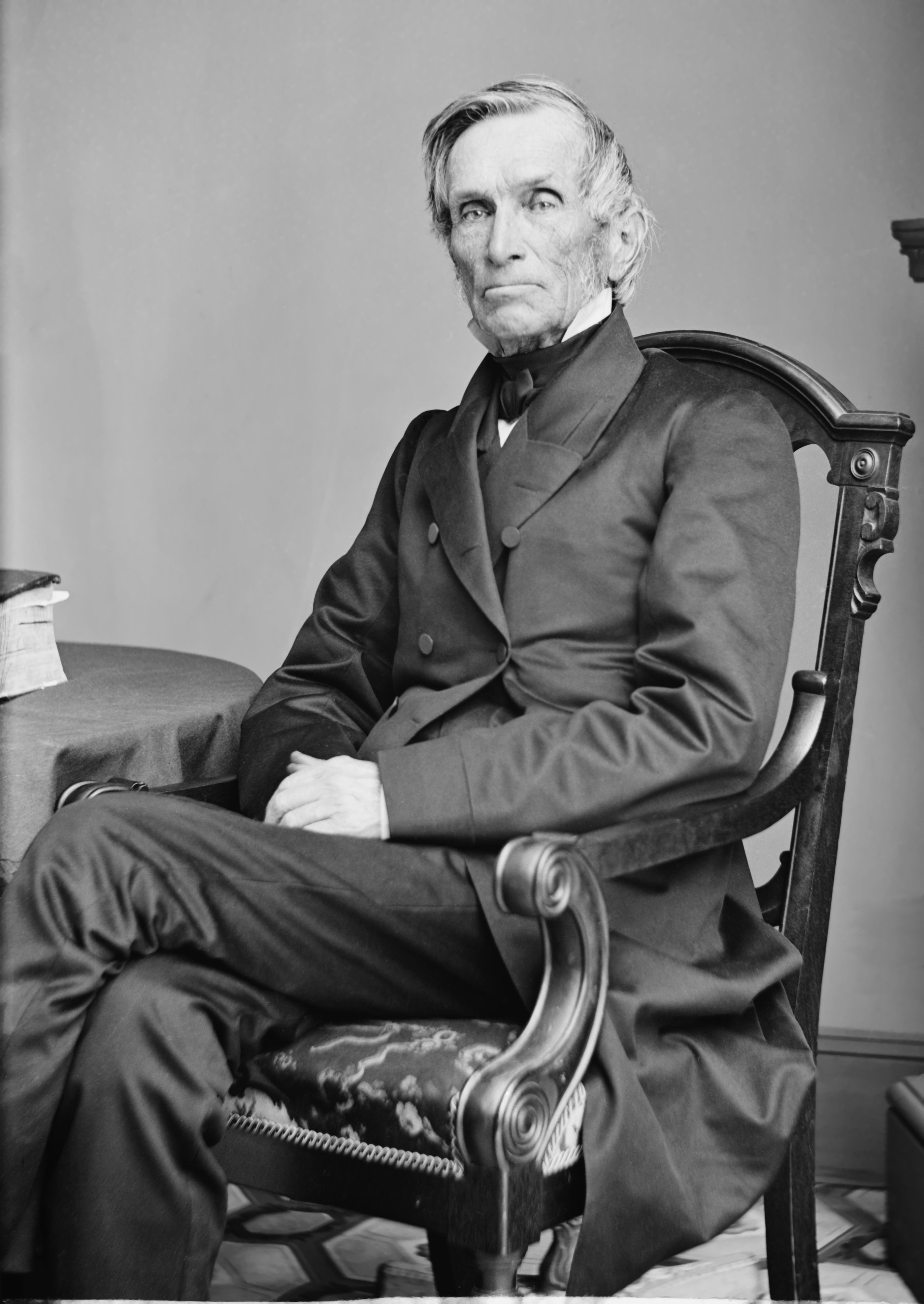
セオドア・フリーリングハイゼン

セオドア・フリーリングハイゼン（Theodore Frelinghuysen, 1787年3月28日 - 1862年4月12日）は、アメリカ合衆国の政治家。ニュージャージー州検事総長、ニュージャージー州選出連邦上院議員、ニューアーク市長を務め、1844年の大統領選挙ではホイッグ党の副大統領候補として立候補した。

## 生い立ちと家族
1787年3月28日、フリーリングハイゼンはニュージャージー州サマセット郡のフランクリン・タウンシップにおいて誕生した。父親はフレデリック・フリーリングハイゼン、母親はガートルード・シェンク (Gertrude Schenck) であった。
1809年、フリーリングハイゼンはシャーロット・マーサー (Charlotte Mercer, c.1790-1854) と結婚した。2人の間に子供は生まれなかった。1857年、フリーリングハイゼンはハリエット・パンペリー (Harriet Pumpelly) と再婚した。2人の間に子供は生まれなかった。

## 法律
フリーリングハイゼンは1804年にニュージャージー大学（現在のプリンストン大学）を卒業した。フリーリングハイゼンは兄のジョン・フリーリングハイゼンの下で法律を学び、続いてリチャード・ストックトンに弟子入りした。フリーリングハイゼンは1808年に事務弁護士として認可を受け、続いて1811年に法廷弁護士としても認可を受けた。フリーリングハイゼンはニューアークで弁護士業を開業した。

## 政治
フリーリングハイゼンは1817年にニュージャージー州検事総長となった。1829年、フリーリングハイゼンはニュージャージー州最高裁判所判事への指名を断り、連邦上院議員となった。フリーリングハイゼンは1835年まで連邦上院議員を務めた。
フリーリングハイゼンは連邦上院議員として、1830年のインディアン移住法に異議を唱え、反対派の先頭に立った。フリーリングハイゼンはインディアン移住法に対する演説を3日連続で行い、演説時間は合計で6時間におよんだ。フリーリングハイゼンは、この法律は将来的に恐ろしい結果をもたらすだろうと、次のように警告した。
インディアンの隣人であるという宗教的恩恵を、不当に侵害してはならない。後悔という将来の苦悩を、回避しなければならない。
フリーリングハイゼンは、政治の世界に宗教を持ち込んだとして、非難を浴びた。インディアン移住法はその後、可決された。
フリーリングハイゼンは1837年から1838年までニューアーク市長を務めた。1844年、フリーリングハイゼンはホイッグ党の副大統領候補となった。フリーリングハイゼンはヘンリー・クレイを大統領候補として戦ったが、民主党に敗れた。

## 教育
フリーリングハイゼンは1839年から1850年までニューヨーク大学で第2代学長を務めた。フリーリングハイゼンは1850年から1862年までラトガーズ大学で第7代学長を務めた。

## 晩年
1862年4月12日、フリーリングハイゼンはニューブランズウィックにおいて死去した。フリーリングハイゼンの遺体は、ニューブランズウィック市内の第一改革派教会墓地に埋葬された。